# Brasserie Cantillon
För andra betydelser, se Brasserie (olika betydelser).
Brasserie Cantillon är ett bryggeri i stadsdelen Anderlecht i västra delen av Bryssel. Det ligger inrymt i en anspråkslös lokal vid en liten oansenlig gata där man bryggt sitt lambicöl sedan början av 1900-talet.
Det spontanjästa ölet bryggs under takåsarna i ett 5 gånger 3 meter stort fat som är ca 30 cm högt. Öppningar i tak tillsammans med spindelnät, damm mm gör att mikroorganismer kan få ölet att jäsa.
Ölet tillhör den traditionella lambicfamiljen med en torr, syrlig och fruktig smak.